# Urocystis cepulae
Urocystis cepulae Frost – gatunek podstawczaków należący do rodziny Urocystidaceae. Grzyb mikroskopijny, pasożyt cebuli, wywołujący u niej chorobę o nazwie głownia cebuli.

## Systematyka
Pozycja w klasyfikacji według Index Fungorum: Urocystis, Urocystidaceae, Urocystidales, Incertae sedis, Ustilaginomycetes, Ustilaginomycotina, Basidiomycota, Fungi.
Po raz pierwszy opisał go w 1877 r. Charles Christopher Frost. Synonimy:
- Tuburcinia cepulae (Frost) Liro 1922
- Tuburcinia magica (Pass.) Liro 1922
- Urocystis cepulae Frost 1877
- Urocystis colchici var. cepulae Cooke 1877
- Uromyces cepulae (Frost) Sorauer 1941[3].

## Morfologia i rozwój
Urocystis cepulae pod skórką porażonych roślin tworzy wydłużone, ciemnobrązowe, niemal czarne skupiska teliospor. Pojedyncza teliospora ma kształt od kulistego do elipsoidalnego, średnicę 11–14 µm, czerwonawo-brązowy kolor i gładką ścianę. Otoczona jest warstwą lekko zabarwionych sterylnych komórek o średnicy 4–6 µm i wraz z tą warstwą ma średnicę 14–22 µm.
Kiełkujące teliospory tworzą strzępki wrastające do siewek cebuli jeszcze przed ich wschodem. Pod skórką porażonych roślin powstają w podłużnych skupiskach nowe teliospory. Mogą w ziemi przetrwać kilka lat. Patogen występuje głównie w tych rejonach, które specjalizują się w uprawie cebuli z siewu i nie są przestrzegane 5-letnie przerwy między jej uprawami na tym samym polu. Nie ustalono jednak definitywnie, czy rozprzestrzenia się przez nasiona. Teliospory w glebie są zdaje się głównym źródłem infekcji. Wiadomo natomiast, że patogen może przetrwać na cebulkach, które nie obumarły wskutek choroby. Są one mniejsze, nie gniją podczas przechowywania, ale ich odporność na wtórne infekcje innymi patogenami jest niska.

## Występowanie
Urocystis cepulae jest rozpowszechniony w Europie, zachodniej Azji, północnej i środkowej Ameryce Północnej, w Australii, Chile, Egipcie, Japonii, Korei, Maroku i Peru. Rozpoczęto jego zwalczanie także w Iraku, Meksyku, na Filipinach, w Tajlandi i Indiach. Jego żywicielami są: cebula zwyczajna, por, czosnek pospolity, czosnek winnicowy i cebula siedmiolatka.